# Bunt Armii Francuskiej (1917)

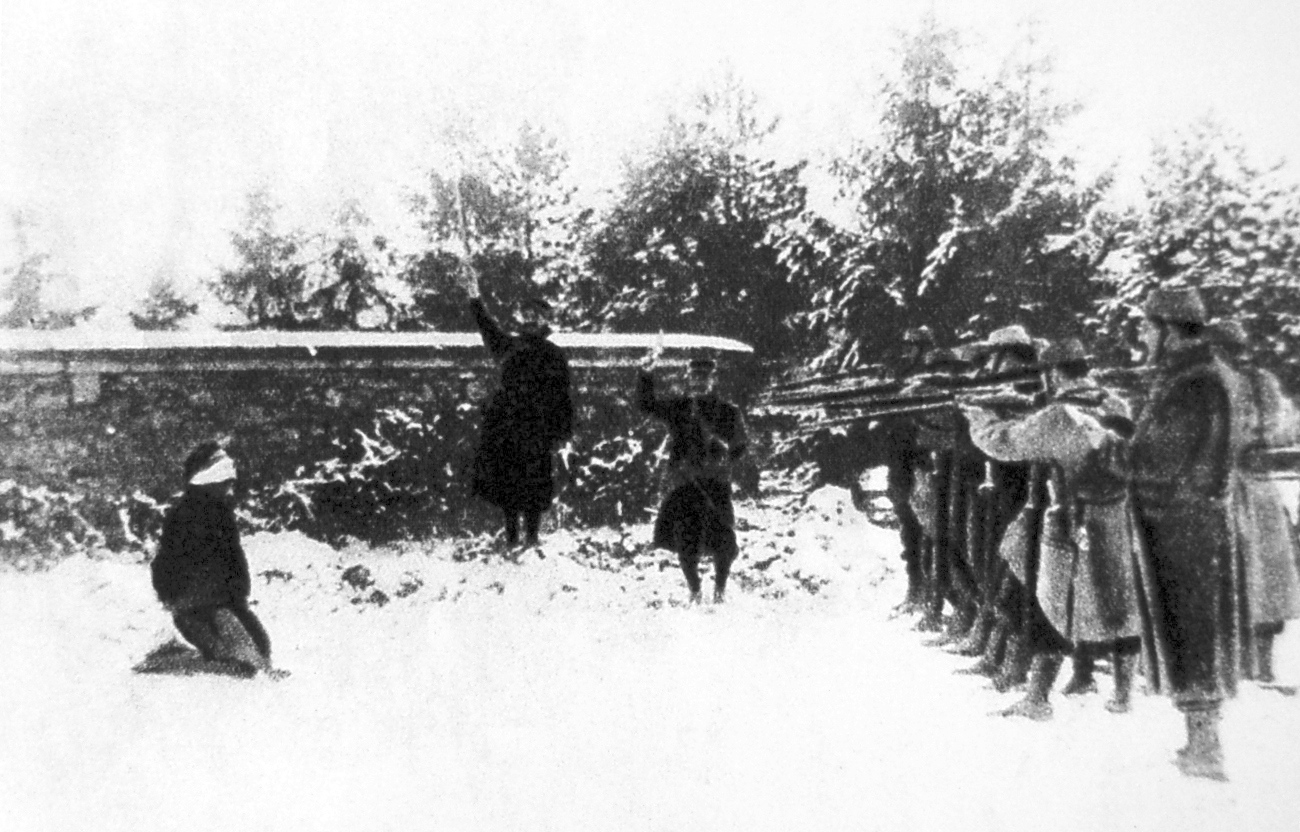
Rozstrzelanie buntownika przez francuski pluton egzekucyjny w roku 1917 lub dezertera w 1914 lub 1915 roku, zgodnie z opisem pliku

Bunt armii francuskiej (fr. Mutineries de 1917) – bunt, który rozpoczął się w szeregach francuskich wojsk lądowych na froncie zachodnim w kwietniu 1917 roku podczas I wojny światowej. Bezpośrednią przyczyną wybuchu buntu była klęska Francuzów w bitwie pod Aisne oraz nieudane ofensywy na przełomie roku 1916 i 1917, które spowodowały śmierć i rany tysięcy francuskich poilu.
Podobnym wydarzeniem przebiegającym w tym okresie był bunt stacjonujących we Francji żołnierzy Rosyjskiego Korpusu Ekspedycyjnego.

## Geneza buntu
Generał Robert Nivelle, który pod koniec 1916 roku zastąpił generała Josepha Joffre’a na stanowisku głównodowodzącego armii francuskiej, był odpowiedzialny za bitwę pod Aisne będącej częścią tak zwanej ofensywy Nivelle’a. Po prawie trzech latach wojny francuscy żołnierze mieli nadzieję, że ofensywa doprowadzi do długo oczekiwanego przełomu na froncie zachodnim. Jednak ofensywa załamała się już po kilku dniach, gdyż niemiecki opór był znacznie silniejszy niż oczekiwano, a warunki pogodowe i terenowe jeszcze bardziej utrudniały atak. Klęska i wysokie straty wojsk francuskich doprowadziły do dymisji Nivelle’a 15 maja 1917 roku, a jego następcą został generał Philippe Pétain, który od razu zapowiedział, że nie podejmie żadnych działań ofensywnych do czasu przybycia na kontynent oddziałów Amerykańskiego Korpusu Ekspedycyjnego.

## Bunt
Akty zbiorowego nieposłuszeństwa rozpoczęły się pod koniec kwietnia i trwały do 8 czerwca 1917 roku. Szacuje się, że od 25 000 do 50 000 żołnierzy nie wykonało rozkazów.
Najczęstszą formą buntu było opuszczanie okopów, ucieczka do lasów lub przyfrontowych wsi i miasteczek, a następnie odmowa powrotu na pozycje. Żołnierze wyrażali niezadowolenie z bezsensownych według nich kolejnych ataków na pozycje niemieckie, z których nic nie wynikało, fatalnego wyżywienia i opieki w szpitalach, braku urlopów, sytuacji swoich rodzin. Czasami żołnierze śpiewali także Międzynarodówkę i wymachiwali czerwonymi sztandarami, na co mogła mieć wpływ rewolucja lutowa w Rosji. Historyk Jan Dąbrowski twierdził, że całe dywizje odmawiały posłuszeństwa, wybierały delegatów oraz że nawoływano do marszu na Paryż i zrobienia porządku z parlamentem i rządem; dwa pułki rozpoczęły marsz na stolicę ale zostały powstrzymane. Poza pojedynczymi przypadkami buntownicy nie brali na cel oficerów, lecz traktowali ich z wojskowym szacunkiem pomimo nieprzestrzegania rozkazów. Odmowa kontynuowania walki mogła trwać od kilku godzin do kilku dni.
Ciekawa jest postawa niemieckiego dowództwa w tej sytuacji. Historyk Gerd Krumeich twierdzi, że Niemcy byli świadomi buntu we francuskich szeregach, ale unikali ataku, ponieważ obawiali się, że ta „zaraza” rozprzestrzeni się na Armię Cesarstwa Niemieckiego. Według przeprowadzonych w 1983 roku badań, ocenia się, że całkowity lub częściowy bunt w szeregach armii objął ponad 43% stanu osobowego armii francuskiej, czyli ponad 49 ze 113 dywizji piechoty.

## Reakcja na bunt
Francuskie dowództwo oskarżyło pacyfistów i socjalistów o wywołanie buntu i 8 czerwca 1917 roku rozpoczęło masowe aresztowania oraz procesy zbuntowanych żołnierzy. Powołano do życia 3427 sądów wojennych, które skazały 23 385 osób za prowadzenie buntu. Wydano 554 wyroki śmierci, z których wykonano 49.

Nowy głównodowodzący armii francuskiej Philippe Pétain w ciągu miesiąca odwiedził 90 dywizji, aby osobiście wysłuchać skarg i zażaleń żołnierzy, czego efektem była poprawa warunków ich frontowego życia dzięki zreformowanej organizacji urlopów i transportów z frontu. Wzrosła również jakość posiłków, opieki medycznej i zakwaterowania w przyfrontowych obozach. Pétain nakazał wydawanie urlopowanym żołnierzom nowych mundurów, a także możliwie częste stosowanie ułaskawień dla buntowników. Marszałek Ferdinand Foch wspominał po latach: 

Marszałek Pétain niezgłębionym swoim rozumem, przezornością i siłą decyzji przywrócił zachwianą dyscyplinę i wzmocnił naruszony duch armii. Mało wodzów mogłoby wywiązać się z tak trudnego zadania i to było właśnie jego wielką zasługą.